# Летящи кинжали
Летящи кинжали е уся филм от 2004 г., режисиран от Жан Имоу с участието на Джан Дзъи, Такеши Канеширо и Анди Лау. Той се различава от други уся филми с това, че е повече любовна история, отколкото традиционен филм с бойни изкуства.
Употребата на силни цветове е отличителен белег за работата на Жан Имоу. Няколко сцени в бамбуковата гора напълно изпълват екрана със зелено. Към края на филма бойна сцена е поставена във виелица.
Филмът е избран за кандидат на Китай за Оскар за най-добър чуждоезичен филм за 2004, но не е номиниран в тази категория, макар че е номиниран за Оскар за най-добра кинематография.

## Сюжет
Действието се развива през 859 г. Някога великата династия Тан сега е в упадък. Формирали са се множество бунтовнически групи, най-голямата от които е Летящите кинжали, базирани в провинция Фенгтиан. Летящите кинжали крадат от богатите и дават на бедните, с което печелят подкрепата на местните жители.
Местните власти успяват да убият лидера на Летящите кинжали, но бунтовниците стават още по-силни, заради тайнствен нов лидер. На Джин (Такеши Канеширо) и Лиу (Анди Лау), двама полицейски офицери, е заповядано да убият новия лидер за десет дни.
За да постигнат това двамата арестуват Мей (Джан Дзъи), сляпа танцьорка, за която се подозира, че е дъщерята на стария лидер на Летящите кинжали. Докато Мей е в затвора Джин и Лиу решават да я пуснат, за да я проследят до лидера. Джин ще се престори, че е самотен воин на име Вятър и ще ѝ помогне да избяга от затвора. Това ще спечели доверието ѝ и те се надяват, че тя ще го отведе до главната квартира на Летящите кинжали. Планът проработва, но Мей и Джин се влюбват по пътя. Те са следвани от разстояние от Лиу. Двамата заговорници се срещат тайно, за да обсъдят плановете си. Джин се шегува за прелъстяването на момичето, но Лиу строго го предупреждава да не се обвързва емоционално.
За да добавят автентичност към заблудата, Лиу и неговите мъже нападат от засада двойката, но боят е преструвка. По-нататък отново са нападнати, но този път нападението изглежда е истинско и те са спасени само от намесата на скрит хвърляч на ножове. Разгневен, Джин се изправя срещи Лиу, който му обяснява, че е докладвал за случая по командната верига и неговият генерал е поел преследването. Джин осъзнава, че сега е заменим.
Джин и Мей отново са нападнати от войниците на генерала. Те са безнадеждно обградени, когато в последната минута са спасени от Летящите кинжали. Джин и Лиу са пленени и отведени в тяхната квартира. Тук се правят няколко изненадващи разкрития. Мей не е сляпа, нито е дъщеря на стария лидер – тя само се преструва. Ий (Сонг Дандан), мадам на Пеонския павилион, се преструва че е Ния, новият лидер на Летящите кинжали, но когато Лиу се изправя срещу нея тя признава че истинската Ния не би се разкрила толкова лесно. Лиу всъщност е агент под прикритие на Летящите кинжали, които са изработили целия план, за да привлекат генерала на решаваща битка. Освен това Лиу е влюбен в Мей и е чакал три години за нея докато е работел под прикритие.
Мей обаче не може да се принуди да обича Лиу. През последните няколко дни тя се е влюбила в Джин. Лиу е разгневен и се опитва да изнасили Мей, но тя е спасена от техните висшестоящи, които забиват кинжал в гърба на Лиу. Тя обаче е наказана като ѝ се заповядва да убие Джин. Вместо това тя го отвежда и го освобождава от оковите, след което те правят любов на полето. Тогава Джин моли Мей да избяга с него, но тя е разкъсвана от своята любов и дълга си към Кинжалите, както и от вина за случилото се с Лиу. Джин тръгва сам.
Накрая Мей решава да тръгне след Джин, но е нападната от засада от Лиу, който е огорчен от нейното отхвърляне и е обзет от ревност към Джин. Мей, не осъзнавайки, че Лиу е хвърлил два кинжала заедно вместо един, успява да парира само един преди другия да се забие в гръдния ѝ кош. Докато Мей лежи, умирайки, Джин се връща и открива Лиу и те започват епична битка за чест и отмъщение, продължаваща от есента до зимата. Докато Лиу и Джин се бият, войници се приближават към квартирата на Летящите кинжали. Възвръщайки съзнание, Мей сграбчва кинжала в гърдите си и заплашва да го изтегли, за да убие Лиу, ако Лиу убие Джин с кинжала си. С това Мей би пожертвала собствения си живот, тъй като това би позволило на кръвта да потече и би причинило смъртта ѝ. Джин я умолява да не го прави, готов да умре, но не и да позволи тя да умре. Разгневен, Лиу замята с ръката си, сякаш хвърля нож срещу Джин, което кара Мей да изтръгне кинжала от сърцето си и да го хвърли, но не срещу Лиу, а в опит да отрази неговата атака и да спаси Джин. Нейният кинжал обаче отразява само капка кръв, тъй като Лиу не изхвърля кинжала си. Лиу се отдалечава залитайки в снежната буря докато обзетия от мъка Джин прегръща безжизненото тяло на Мей, пеейки песента, пята от Мей в началото на филма в Пеонския павилион. Остава неясно дали Летящите кинжали оцеляват след нападението на войниците или не.

## Продукция
На Анита Мей първоначално е предложена голяма роля за последното ѝ участие във филм. Тя умира от рак на матката преди сцените с нея да се филмират. Жан Имоу решава да промени сценария, а не просто да я замени. Филмът е посветен на нейната памет.
За да се подготви за ролята си, Джан Дзъи живее със сляпо момиче, загубило зрението си на 12-годишна възраст, поради мозъчен тумор. Такеши Каеширо наранява крака си докато язди. В резултат на това Жан Имоу кара Канеширо да прекара две сцени седейки или коленичейки, за да се облекчи болката, което се казва в аудио коментара на Имоу.
Повечето от филма е сниман в Карпатите в Украйна (Национален парк Хуцулшчина), като сцените в брезовата гора и в снега. Филмовият екип прекарва 70 дни на място (септември-октомври 2003), отсядайки в Косив. Често споменаваната сцена в бамбуковата гора е филмирана в Китай. Снегът завалява толкова рано (октомври), че сценарият и филмът са променени. Те не искат да чакат, тъй като листата са все още по дърветата. Жан Имоу е доволен от това, което се получава обаче, защото задава перфектния тон.
Както предшественика си Герой, Летящите кинжали използва цветна теория у син по преднамерен и ироничен начин.

## Литературен източник
Филмът заимства темата за красива жена, която носи нещастие на двама мъже от известна поема, написана от поета Ли Яниан (на китайски: 李延年) от династия Хан:
| Традиционен китайски | Опростен китайски |
| --- | --- |
| на традиционен китайски: 北方有佳人，絕世而獨立。 一顧傾人城，再顧傾人國。 寧不知傾城與傾國。 佳人難再得。                            | на опростен китайски: 北方有佳人，绝世而独立。 一顾倾人城，再顾倾人国。 宁不知倾城与倾国。 佳人难再得。 |
| Пинин транскрипция | Превод |
| Běifāng yǒu jiārén, juéshì ér dúlì. Yí gù qīng rén chéng, zài gù qīng rén guó. Nìng bù zhī qīng chéng yǔ qīng guó. Jiārén nán zài dé. | На север има красавица; превъзхождаща света, тя е сама. Един неин поглед ще повали град; друг поглед ще повали държава. По-добре е човек да не знае дали град или държава ще бъде повален. Тъй като би било трудно да се съзре такава красавица отново. |

## Критическо приемане
Летящи кинжали дебютира през май 2004 на филмовия фестивал в Кан с ентусиазирано посрещане. Филмът получава 20-минутни овации на крака при премиерата си.
Филмът е широко одобрен от критиката. Уебсайтът Metacritic дава на филма среден резултат 89%, на базата на 37 критически рецензии. Rotten Tomatoes дава на филма „Certified Fresh“ резултат от 88% на базата на рецензии от 60 критици. Освен това, в края на годината, Metacritic нарежда филма като шестия най-добър филм за 2004 г.

## Приходи на бокс офиса
Летящи кинжали е открит в Северна Америка на 3 декември 2004 г. в 15 кина. За първия си уикенд получава $397 472 ($26 498 на екран). Общите приходи от Северна Америка са $11 050 094.
Филмът получава още $81 751 003 по света, което прави общите приходи $92 801 097. Той също е третият филм с най-високи приходи в северноамериканския пазар през 2004.

## Награди

### Спечелени
- Boston Society of Film Critics
  - Best Cinematography (Zhao Xiaoding)
  - Best Director (Yimou Zhang)
  - Best Foreign Language Film (China/Hong Kong)
- Los Angeles Film Critics Association
  - Best Foreign Language Film (China/Hong Kong)
- Motion Picture Sound Editors
  - Best Sound Editing in Foreign Features
- National Board of Review
  - Outstanding Production Design
- National Society of Film Critics
  - Best Director (Yimou Zhang)
  - Best Cinematography (Zhao Xiaoding)
- Satellite Awards
  - Best Cinematography (Zhao Xiaoding)
  - Best Visual Effects

### Номинации
- 24th Hong Kong Film Awards
  - Best Asian Film
- Награди Оскар
  - Best Cinematography (Zhao Xiaoding)
- Academy of Science Fiction, Fantasy & Horror Films
  - Best Actress (Zhang Ziyi)
  - Best Costumes (Emi Wada)
  - Best Director (Zhang Yimou)
  - Best Fantasy Film
- Награди БАФТА
  - Best Achievement in Special Visual Effects (Angie Lam, Andy Brown, Kirsty Millar & Luke Hetherington)
  - Best Cinematography (Zhao Xiaoding)
  - Best Costume Design (Emi Wada)
  - Best Editing (Long Cheng)
  - Best Film not in the English Language (William Kong & Zhang Yimou)
  - Best Make Up/Hair (Lee-na Kwan, Xiaohai Yang & Siu-Mui Chau)
  - Best Performance by an Actress in a Leading Role (Zhang Ziyi)
  - Best Production Design (Huo Tingxiao)
  - Best Sound (Tao Jing & Roger Savage)
- Golden Eagle Awards
  - Best Foreign Language Film
- London Film Critics Circle
  - Film of the Year
  - Director of the Year (Zhang Yimou)
  - Foreign language film of the year
- Satellite Awards
  - Best Art Direction/Production Design (Zhong Han)
  - Best Costume Design (Emi Wada)
  - Best Film Editing (Long Cheng)
  - Best Motion Picture – Foreign Film (China)
  - Best Sound (Editing & Mixing) (Jing Tao)
- Broadcast Film Critics Association Awards
  - Best Foreign-Language Film
- Online Film Critics Society Awards
  - Best Cinematography (Xiaoding Zhao)
  - Best Editing (Long Cheng)
  - Best Foreign Language Film (China)
- European Film Awards
  - Best Non-European Film – Prix Screen International